# Gymnocalycium pugionacanthum
Gymnocalycium pugionacanthum là một loài thực vật có hoa trong họ Cactaceae. Loài này được Backeb. ex H.Till mô tả khoa học đầu tiên năm 1987.